# MC HotDog
MC HotDog (chino: 姚中仁, pinyin: Yáo Zhōngrén (27 de noviembre de 1978 (46 años) Taipéi, Taiwán) es un rapero taiwanés, conocido por el uso de letras explícitas en sus canciones. Algunos consideran su música como una imagen cruda y real de la vida mientras que otros opinan que sus creaciones no son un buen ejemplo para los más jóvenes. MC HotDog es conocido por sus dos famosos éxitos - 我的生活 (My Life) y 韩流来袭 (The Korean Invasion).
En 2001, el conjunto de sus cuatro mini-CD vendieron más de 220.000 copias. En 2004, realizó una gira con Chang Chen-yue en la gira norteamericana de Kill Kitty. En 2006, MC HotDog lanzó un álbum titulado "Wake Up", que contiene un popular éxito 我 爱 台 妹 (I Love Taiwan Girls), "sampleando" la melodía principal del éxito de 1972 de "The Spinners" titulado "I'll Be Around". "Wake Up" fue a su vez un álbum aclamado por la crítica y el público, convirtiéndose en un éxito comercial. En 2008, MC HotDog lanzó al mercado su, hasta la fecha, último álbum titulado 差不多先生 (Mr. Almost) y que supuso la consagración de MC HotDog como uno de los mejores raperos de toda Asia.
Está previsto el lanzamiento del nuevo disco de MC HotDog para este año 2011.

## Discografía
Mini-CD
- MC HotDog (2001)
- 犬 (2001)
- 哈狗幫 (2001)
- 九局下半 (2001)

Álbumes
- Wake Up (2006)
- 差不多先生 (Mr. Almost) (2008).
- 貧民百萬歌星 (Ghetto Superstar) (2012)